# 莱啉

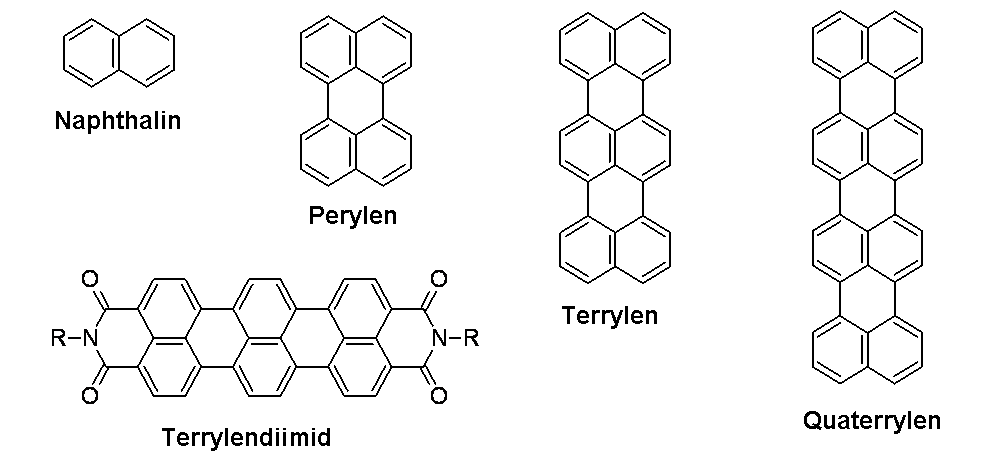
莱啉类化合物：依次为萘、苝、三莱啉、四莱啉和三莱啉酰亚胺

颜料紫29（PV29），一种莱啉颜料

莱啉（Rylene）或莱啉类化合物是萘作为结构单元以迫位相连的化合物，如苝、三莱啉和四莱啉等，及其酰亚胺衍生物。这些化合物的衍生物可以用作颜料、有机场效应晶体管以及有机太阳能电池。